# Universitat de Pennsilvània
La Universitat de Pennsilvània (en anglès: University of Pennsylvania, sovint anomenada UPenn o simplement Penn) és una universitat privada nord-americana situada a Filadèlfia, la ciutat més gran de l'estat de Pennsilvània. Establerta l'any 1755, és la sisena institució d'educació superior més antiga dels Estats Units d'Amèrica i una de les nou creades durant l'època colonial. Va ser fundada per Benjamin Franklin amb la idea de formar la població general, i no només el clergat, a diferència de les altres universitats nord-americanes d'aleshores.
Penn pertany a l'Ivy League, una associació formada per vuit universitats antigues del Nord-Est amb un notable prestigi acadèmic, percentatges d'admissió molt baixos i dotacions financeres multimilionàries. És una de les dues Ivy Leagues situades en grans ciutats i destaca per tenir un perfil molt pre-professional, amb un elevat percentatge d'estudiants que es dediquen a les finances i consultories just després de graduar-se.
La Universitat de Pennsilvània és coneguda per la seva recerca en àrees com la medicina o la informàtica, per la seva escola de negocis, la més antiga del món, i per l'èxit professional dels seus alumnes en els àmbits de la política, l'empresa i la ciència. Els rànquings d'universitats més citats la situen entre les 15 millors dels Estats Units i del món.

## Perfil acadèmic
La Universitat de Pennsilvània està composta de diverses escoles o facultats que es distingeixen entre elles pel tipus de títol que atorguen (grau, màster i/o doctorat) i l'àrea de coneixement en què s'especialitzen.

### Pregrau
Quatre de les escoles d'UPenn ofereixen títols de grau. Globalment, menys d'un 10 % de les sol·licituds d'admissió per un grau en aquestes escoles són acceptades, la qual cosa fa de Penn una de les universitats més selectives dels Estats Units.
- College of Arts and Sciences (CAS): els estudiants que optin a un Bachelor en una branca de les humanitats, ciències socials, matemàtiques o ciències experimentals es matriculen al CAS.
- Wharton School of Business: atorga Bachelors of Science en economia. Entre els exalumnes famosos de Wharton hi ha Donald Trump, Elon Musk i Warren Buffett.
- School of Nursing: escola d'infermeria. Penn és l'única Ivy League que atorga Bachelors of Science en infermeria.
- School of Engineering and Applied Science: escola d'enginyeria i ciències aplicades.

### Postgrau
Les següents escoles ofereixen títols de màster i/o de doctorat:
- Wharton School of Business: el seu Màster en Administració de Negocis (MBA) és un prestigiós programa de postgrau amb una història d'èxit financer dels seus graduats.
- School of Nursing: escola d'infermeria.
- Perelman School of Medicine: l'escola de medicina més antiga dels Estats Units.[14]
- School of Engineering and Applied Science: escola d'enginyeria i ciències aplicades.
- School of Arts and Sciences, Graduate Division: escola general de postgrau, atorga màsters i doctorats en àrees de les arts liberals, des de les matemàtiques fins a les ciències socials, passant per les humanitats i les ciències naturals.
- Law School: escola de dret.
- School of Design: escola de disseny.
- School of Dental Medicine: escola d'odontologia.
- School of Veterinary Medicine: escola de veterinària.
- School of Social Policy and Practice: escola de treball i polítiques socials.
- Graduate School of Education: escola de pedagogia, psicologia i altres branques relacionades amb l'educació.
- Annenberg School for Communication: escola de comunicació, periodisme i mitjans.

### Admissions
Segons US News, la Universitat de Pennsilvània és una de les "més selectives". Els encarregats de les admissions consideren que el GPA de l'estudiant és un factor molt important i donen èmfasi en el rànquing de l'alumne dins la seva classe i en les cartes de recomanació.
Per la classe de 2025, que va començar el 2021, la universitat va rebre 56,333 peticions per entrar i es van acceptar el 5,68% d'aquestes peticions.

### Rànquings
| Publicació               | Posició |
| ------------------------ | ------- |
| Forbes                   | 9       |
| QS                       | 10      |
| Times Higher Education   | 13      |
| US News and World Report | 8       |
| Washington Monthly       | 7       |

| Publicació                                    | Posició |
| --------------------------------------------- | ------- |
| Academic Ranking of World Universities (ARWU) | 19      |
| QS                                            | 13      |
| Times Higher Education                        | 13      |
| US News and World Report                      | 14      |

## Alumnes notables
- Arturs Krišjānis Kariņš, polític letó.
- Rose George
- Luigi Mangione